# DVI
DVI je engleska skraćenica za složenicu Digital Visual Interface i ime je za video međusklop u računarstvu kojeg je razvio je industrijski konzorcij Digital Display Working Group (DDWG). Karakteristika DVI je visoka kvaliteta izlaznog signala, te se koristi za spajanje računala s LCD zaslonima i digitalnim projektorima. DVI je djelomično kompatibilan s High-Definition Multimeida Interface (HDMI) u standardnom digitalnom modu (DVI-D) te s VGA u analognom modu (DVI-A).

## Specifikacije
| 1  | TMDS data 2-         | Crvena boja (digitalna) (-) (Link 2)                    |
| 2  | TMDS data 2+         | Crvena boja (digitalna) (+) (Link 2)                    |
| 3  | TMDS Data 2/4 shield | Uzemljenje TMDS podatkovna                              |
| 4  | TMDS Data 4-         | Zelena boja (digitalna) (-) (Link 2)                    |
| 5  | TMDS data 4+         | Zelena boja (digitalna) (+) (Link 2)                    |
| 6  | DCC clock            | Sat DCC                                                 |
| 7  | DCC data             | Podatkovna DCC                                          |
| 8  | Analog vertical sync | Analogna vertikalna sinkronizacija                      |
| 9  | TMDS data 1-         | Zelena boja (digitalna) (-) (Link 1)                    |
| 10 | TMDS data 1+         | Zelena boja (digitalna) (+) (Link 1)                    |
| 11 | TMDS Data 1/3 shield | Uzemljenje podatkovna TMDS 1/3                          |
| 12 | TMDS Data 3-         | Plava boja (digitalna) (-) (Link 2)                     |
| 13 | TMDS Data 3+         | Plava boja (digitalna) (+) (Link 2)                     |
| 14 | +5 V                 | Napajanje za zaslon prilikom standby-a                  |
| 15 | GND                  | Uzemljenje za iglicu 15 i za analogni V-sync (iglica 8) |
| 16 | Hot plug detect      | Detekcija živog uključivanja                            |
| 17 | TMDS Data 0-         | Plava boja (digitalna) (-) (Link 0)                     |
| 18 | TMDS data 0+         | Plava boja (digitalna) (+) (Link 0)                     |
| 19 | TMDS data 0/5 sheild | Uzemljenje za TMDS data 0/5                             |
| 20 | TMDS data 5-         | Crvena boja (digitalna) (-) (Link 5)                    |
| 21 | TMDS data 5+         | Crvena boja (digitalna) (+) (Link 5)                    |
| 22 | TMDS clock sheild    | Uzemljenje za TMDS sat                                  |
| 23 | TMDS clock +         | Digitalni sat (+) (Link 1/2)                            |
| 24 | TMDS data -          | Digitalni sat (-) (Link 1/2)                            |
| C1 | Analog red           | Analogna crvena                                         |
| C2 | Analog green         | Analogna zelena                                         |
| C3 | Analog blue          | Analogna plava                                          |
| C4 | Analog sync          | Sinkronizacija za analogni signal                       |
| C5 | Analog GND           | Analogno uzemljenje, povratna sprega                    |

- Maksimalna duljina kabla: 4.5m (15ft) - rezolucija 1920x1200, 15m (50ft) - rezolucija 1280x1024 (za veće razdaljine potrebno je pojačalo)

- Minimalna frekvencija sata: 25.175 MHz
- Maksimalna frekvencija sata za jednostruki link: 165 MHz (up to 3.96 Gbit/s)
- Maksimalna frekvencija sata za dvostruki link : ovisi o kvaliteti kabla (do 7.92 Gbit/s)
- Broj piksela po ciklusu sata: 1 (jednostruki link) ili 2 (dvostruki link)
- Bitova po pikselu: 24 (jednostruki ili dvostruki link) ili 48 (samo za dvostruki link)

Primjeri modova za zaslon (jednostruki link): 
- HDTV (1920 × 1080) @ 60 Hz s CVT-RB blanking (139 MHz)
- UXGA (1600 × 1200) @ 60 Hz s GTF blanking (161 MHz)
- WUXGA (1920 × 1200) @ 60 Hz s CVT-RB blanking (154 MHz)
- SXGA (1280 × 1024) @ 85 Hz s GTF blanking (159 MHz)
- WXGA+ (1440 x 900) @ 60 Hz (107 MHz)
- WQUXGA (3840 × 2400) @ 17 Hz (164 MHz)

Primjeri modova za zaslon (dvostruki link): 
- QXGA (2048 × 1536) @ 75 Hz s GTF blanking (2 × 170 MHz)
- HDTV (1920 × 1080) @ 85 Hz s GTF blanking (2 × 126 MHz)
- WQXGA (2560 × 1600) @ 60 Hz s GTF blanking (2 × 174 MHz) (30-inch (762 mm) Apple, Dell, Gateway, HP, NEC, Quinux, i Samsung LCDs)
- WQXGA (2560 × 1600) @ 60 Hz s CVT-RB blanking (2 × 135 MHz) (30-inch (762 mm) Apple, Dell, Gateway, HP, NEC, Quinux, i Samsung LCDs)
- WQUXGA (3840 × 2400) @ 33 Hz s GTF blanking (2 × 159 MHz)
- WUXGA (1920 x 1200) @ 120 Hz s GTF (2x154 MHz)

## Spojnice
Kroz razvoji put DVI standarda, na tržištu su se pojavile sljedeće spojnice:
- DVI-I (Integrated Single Link) - jednostruka DVI
- DVI-I (Integrated Dual Link) - dvostruka DVI
- DVI-D (Digital only Single Link)
- DVI-D (Digital only Dual Link)
- DVI-A -(Analog only) - analogni DVI
- DVI-M1-DA - DVI-I s USB (ne koristi se od 2005.)
- DVI-DL